# Anello noetheriano

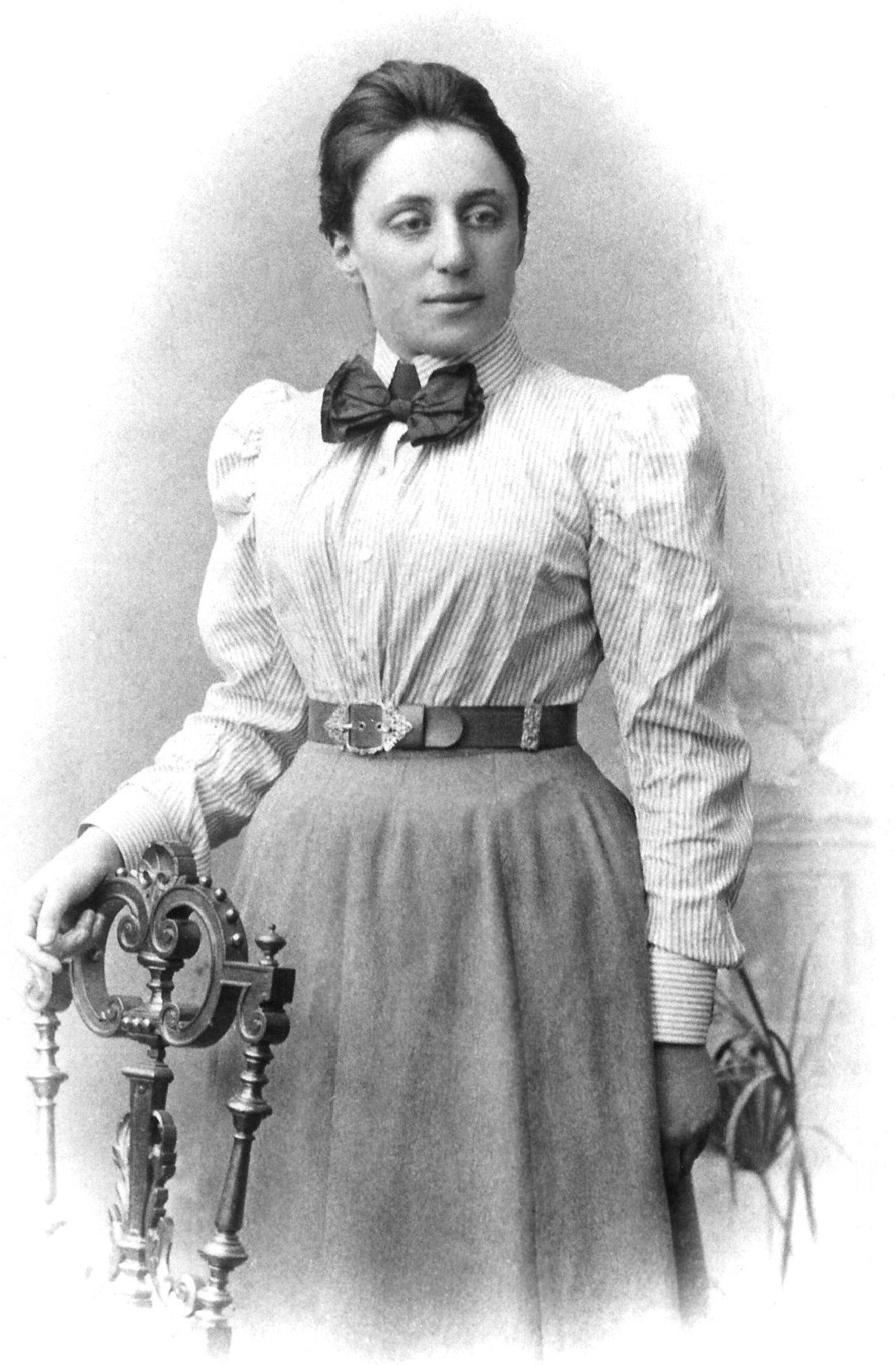
Emmy Noether, da cui gli anelli prendono il nome

In algebra, un anello noetheriano è un anello i cui ideali sono finitamente generati. Questa proprietà per gli anelli costituisce un analogo della finitezza, e fu studiata per prima da Emmy Noether, che la rilevò sugli anelli di polinomi.

## Definizione formale
Un anello {\displaystyle A} si dice noetheriano sinistro se soddisfa una delle seguenti condizioni equivalenti:
1. ogni ideale sinistro {\displaystyle I} di {\displaystyle A} è finitamente generato, cioè esistono degli elementi {\displaystyle a_{1},\ldots ,a_{n}\in I} tali che {\displaystyle I=Aa_{1}+\ldots +Aa_{n}+\mathbb {Z} a_{1}+\ldots +\mathbb {Z} a_{n}}[1]
2. ogni catena ascendente di ideali sinistri di {\displaystyle A} è stazionaria (condizione della catena ascendente);
3. ogni famiglia di ideali sinistri di {\displaystyle A} non vuota e parzialmente ordinata ammette almeno un elemento massimale.

Se le medesime proprietà valgono per gli ideali destri, l'anello è detto noetheriano destro; un anello che è contemporaneamente noetheriano destro e sinistro, è detto semplicemente noetheriano.
Per gli anelli commutativi le tre definizioni sopra coincidono, ed inoltre esiste una quarta proprietà equivalente:
- ogni ideale primo dell'anello è finitamente generato.

## Esempi
Sono anelli noetheriani:
- l'anello dei numeri interi {\displaystyle \mathbb {Z} }, in cui ogni ideale è principale, cioè generato da un solo elemento;
- tutti i campi; un campo {\displaystyle C} ha infatti due soli ideali, {\displaystyle \{0\}} e sé stesso, {\displaystyle C=1C} (ovvero l'intero campo è generato dall'elemento neutro della moltiplicazione);
- l'anello dei polinomi in un numero finito di variabili, a coefficienti interi o appartenenti ad un campo;
- un qualunque dominio ad ideali principali.

Sono anelli non noetheriani:
- l'anello dei polinomi in infinite variabili {\displaystyle X_{1},X_{2},X_{3},\ldots }; la sequenza ascendente di ideali {\displaystyle \left(X_{1}\right),\,\left(X_{1},X_{2}\right),\,\left(X_{1},X_{2},X_{3}\right),\,\ldots } infatti non ha un termine;
- l'anello delle funzioni continue reali di variabili reali; dato l'ideale {\displaystyle I_{n}=\left\{f:\mathbb {R} \rightarrow \mathbb {R} \mid f(x)=0\,\forall x\geq n\right\}}, la catena ascendente {\displaystyle I_{0}\subset I_{1}\subset I_{2}\subset \ldots } non termina.

## Relazioni con altre strutture algebriche
Dato un anello noetheriano {\displaystyle A}, è possibile generare altri anelli noetheriani; ad esempio sono noetheriani anche l'anello dei polinomi a coefficienti nell'anello {\displaystyle A[X]}, e l'anello delle serie di potenze {\displaystyle AX}; inoltre, dato un ideale bilatero {\displaystyle I}, l'anello quoziente {\displaystyle A/I} è anch'esso noetheriano.
Dalle precedenti proprietà segue che ogni algebra commutativa su di un campo è un anello noetheriano. Sono anche noetheriani tutti gli anelli artiniani.

## Moduli noetheriani
Un diretto analogo degli anelli noetheriani sono i moduli noetheriani, che presentano le medesime proprietà degli anelli noetheriani, definite però rispetto ai propri sottomoduli; un modulo noetheriano è pertanto un modulo per cui valgono le seguenti condizioni equivalenti:
1. tutti i suoi sottomoduli son finitamente generati;
2. i suoi sottomoduli soddisfano la condizione della catena ascendente;
3. ogni famiglia non vuota di sottomoduli possiede un elemento massimale.

Esiste uno stretto legame tra anelli e sottomoduli noetheriani: infatti ogni anello noetheriano è anche un modulo noetheriano su sé stesso; inoltre un anello {\displaystyle A} è noetheriano sinistro (destro) se e solo se ogni {\displaystyle A-modulo} sinistro (destro) finitamente generato è noetheriano.

## Applicazioni
La proprietà di "finitezza" degli anelli noetheriani viene utilizzata nella teoria degli anelli e nella geometria algebrica per numerose applicazioni. Ad esempio, un insieme di infinite equazioni polinomiali può essere rimpiazzato da un insieme finito di equazioni con le stesse soluzioni, grazie al fatto che l'anello dei polinomi su un campo è noetheriano; la riduzione è operata considerando l'ideale generato dai polinomi associati alle equazioni: i polinomi generatori dell'ideale, che sono in numero finito, hanno le stesse radici degli infiniti polinomi di partenza.